# رينيه بيرنير
رينيه بيرنير هو ملحن بلجيكي، ولد في 10 مارس 1905 في Saint-Gilles, Belgium ‏ في بلجيكا، وتوفي في 8 سبتمبر 1984 في إيكسل في بلجيكا.

## وصلات خارجية
- رينيه بيرنير على موقع ميوزك برينز (الإنجليزية)
- رينيه بيرنير على موقع ديسكوغز (الإنجليزية)